# Musculi interspinales
Die Musculi interspinales (lat. für „Zwischendornfortsatzmuskeln“, Singular Musculus interspinalis) oder Zwischendornmuskeln sind kurze Skelettmuskeln der Wirbelsäule, die die Dornfortsätze benachbarter Wirbel beidseits des Ligamentum interspinale verbinden. Sie gehören, zusammen mit dem  Musculus spinalis, innerhalb der „ortsständigen Rückenmuskulatur“ zum interspinalen System (Systema interspinale) bzw. medialen Trakt des Musculus erector spinae.
Je nach Lokalisation werden drei Abschnitt unterschieden:
- Die fünf Musculi interspinales lumborum liegen im Bereich der Lendenwirbelsäule.
- Die Musculi interspinales thoracis sind aufgrund der dachziegelartigen Überlappung der Dornfortsätze meistens nur an einigen Stellen und nur schwach entwickelt. Sie liegen im Bereich der Brustwirbelsäule zwischen den ersten beiden Brustwirbeln, manchmal zusätzlich zwischen zweitem und dritten und elften und zwölften.
- Die sechs Musculi interspinales cervicis liegen im Bereich der Halswirbelsäule vom zweiten bis siebten Halswirbel.

Die Innervation erfolgt durch die Rami dorsales der Spinalnerven C1–Th3 sowie Th11-L5.
Bei Huftieren sind die Musculi interspinales stark sehnig durchsetzt und bilden flächenhafte Bänder, die als Ligamenta interspinalia bezeichnet werden. Bei den Raubtieren sind sie dagegen muskulös und erstrecken sich von den hinteren Hals- bis zu den vorderen Lendenwirbeln.